# Jurij Lodygin
Jurij Vladimirovitj Lodygin (ryska: Юрий Владимирович Лодыгин), född 26 maj 1990, är en rysk-grekisk fotbollsmålvakt som spelar för Panathinaikos.